# Игошкин, Яков Фёдорович
Яков Фёдорович Игошкин (17 октября 1886—1 января 1943) — советский и партийный государственный деятель, председатель Олонецкого губернского комитета РКП(б), председатель исполкома Олонецкого губернского совета.

## Биография
Сын крестьянина Енисейской губернии. Окончил двуклассное городское начальное училище. С 1902 по 1906 г. - телеграфист станции Красноярск Сибирской железной дороги.

В апреле 1918 года — член комиссии Мурманского почтово-телеграфного округа, с 19 июля 1918 г. - помощник, затем комиссар почт и телеграфов Олонецкой губернии.
В 1918 году — редактор газеты «Олонецкая беднота».
С декабря 1918 года по 1920 год — председатель Олонецкого губернского комитета РКП(б), член Олонецкого губернского революционного комитета, Петрозаводского окружного комитета.
В 1920 г. - ответственный редактор газеты "Коммуна", публиковался под псевдонимом Радиев.
Делегат X съезда РКП(б) (1921).
В 1921 году — участник Всекарельского съезда советов.
С 13 сентября по 4 октября 1921 года — председатель президиума исполкома Олонецкого губернского совета(на время отстранения прежнего состава президиума, в том числе председателя исполкома С. А. Соболева от исполнения функций за отказ от переезда в Вытегру).
С 1921 года — начальник окружного отделения связи (Казань), начальник Волго-Камского округа связи.
В 1928—1929 годах работал в Замоскворецкой конторе связи в Москве.
С 1933 года — заместитель уполномоченного Народного комиссариата связи СССР по Средней Азии.
С 1935 года — начальник Узбекского республиканского управления связи.
Именем Якова Игошкина в 1960 г. был назван средний рыболовный траулер СРТ-3182.